# Igreja de Santa Cristina (Mesão Frio)

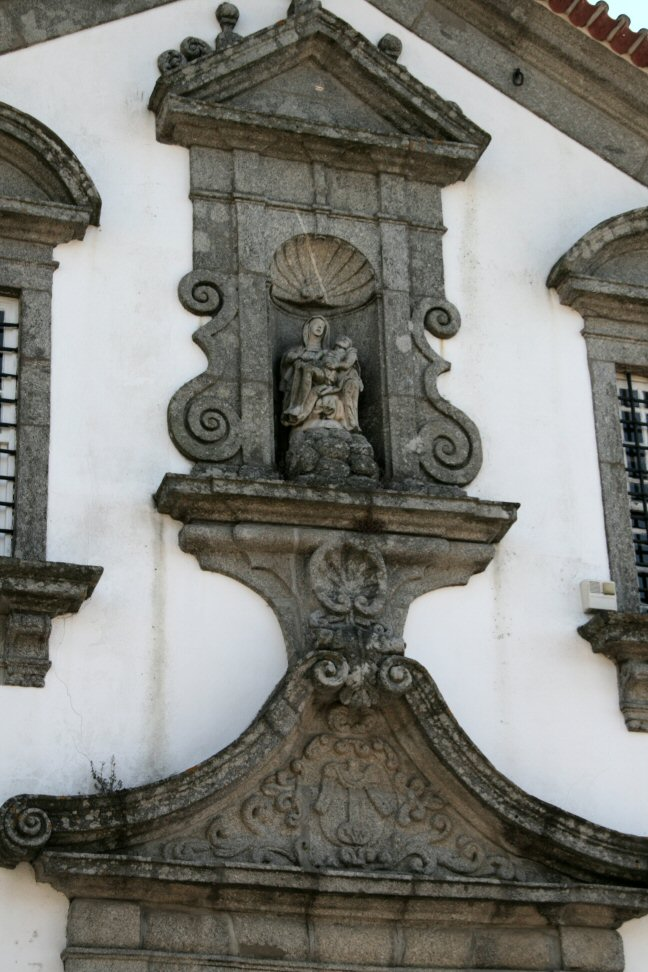
Igreja de Santa Cristina, Mesão Frio: detalhe do frontão.

A Igreja de Santa Cristina localiza-se ao lado do Convento dos Franciscanos de Varatojo, na freguesia de Santa Cristina, concelho de Mesão Frio, distrito de Vila Real, em Portugal.

## História
No contexto da Guerra Peninsular, quando da Segunda Invasão (1809), o primitivo templo foi saqueado e destruído pelas tropas do general Louis Henri Loison, tendo restado apenas a torre, que é visível do Passeio Alto.
Com a extinção das ordens religiosas masculinas em Portugal, os paroquianos de Santa Cristina, assim que os frades franciscanos do Convento se retiraram, a 28 de maio de 1834, apropriaram-se da igreja de Nossa Senhora da Piedade, anexa ao Convento, convertendo-a na nova igreja matriz, que passou a denominar-se igreja de Santa Cristina.